# Nicolas Bedos

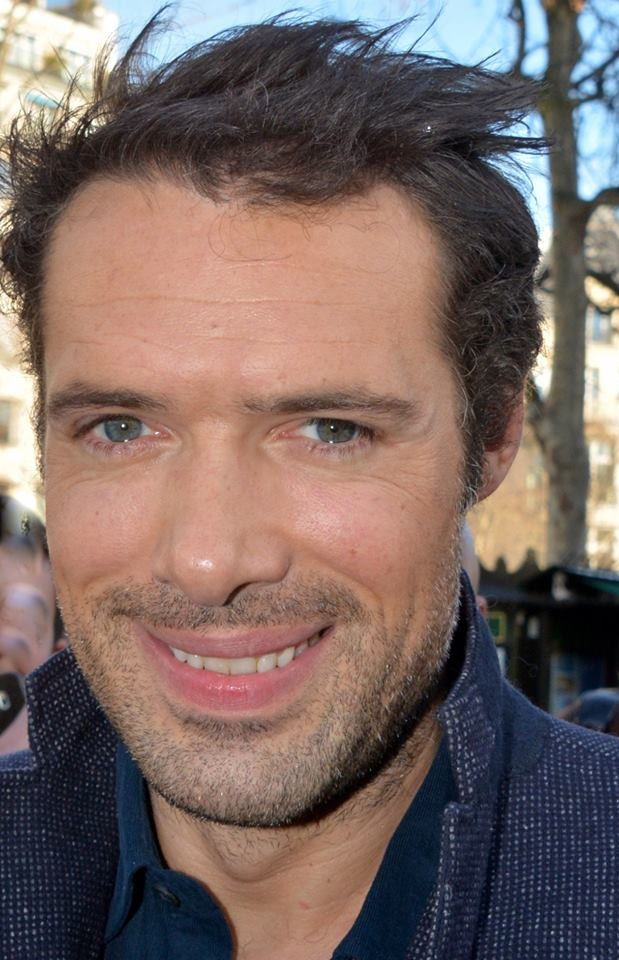
Nicolas Bedos (2018)

Nicolas Bedos (* 21. April 1979 in Neuilly-sur-Seine) ist ein französischer Schauspieler, Filmregisseur und Theater- und Drehbuchautor.

## Leben
Nicolas Bedos wurde am 21. April 1979 in Neuilly-sur-Seine geboren. Er ist der Sohn des Komikers, Schauspielers, Musikers und Drehbuchautoren Guy Bedos. Während seiner Schulzeit war Nicolas Bedos Schüler an einer zweisprachigen internationalen Schule und hiernach am Lycée Pasteur in Neuilly-sur-Seine.
Im Alter von 18 Jahren wurde Bedos von Alain De Greef, dem Programmdirektor von Canal+, als künstlerischer
Berater eingestellt. Im Jahr 2000 schrieb er zusammen mit seinem Vater mehrere Sketche für seine Show, die erstmals im Olympia gezeigt wurde und hiernach auf Tournee durch ganz Frankreich ging. Im Alter von 24 Jahren schrieb Bedos sein erstes Theaterstück mit dem Titel Sortie de scène. Dieses wurde von Daniel Benoin mit den Schauspielern Cyrille Eldin, Jean-Louis Tribes, Élisabeth Margoni, Gabrièle Valensi und Bedos’ Vater auf die Bühne gebracht. Die Uraufführung fand im April 2004 im Théâtre national de Nice statt, hiernach wurde es ab Januar 2005 im Théâtre Hébertot in Paris gezeigt. Dieses Stück brachte ihm eine erste Medienpräsenz für seine Arbeit ein, und unter anderem wurde er von Thierry Ardisson zusammen mit seinem Vater in die Talkshow Tout le monde en parle eingeladen. Hiernach schrieb er Eva, ein Stück über eine erfolgreiche Schriftstellerin in den Fünfzigern, die im Sterben liegt. Dieses wurde unter der Regie von Daniel Colas ab Januar 2007 mit den Schauspielern Niels Arestrup, Benjamin Bellecour, Linda Hardy und Brigitte Catillon im Théâtre des Mathurins aufgeführt. Letztere wurde 2007 für ihre Arbeit mit dem Molière als beste Nebendarstellerin nominiert. Trotz positiver Kritik war dieses Stück ein Misserfolg.
Bedos’ Filmregiedebüt Die Poesie der Liebe wurde bei der César-Verleihung 2018 als Bestes Erstlingswerk nominiert. Sein Film Die schönste Zeit unseres Lebens feierte im Mai 2019 im Rahmen der Internationalen Filmfestspiele von Cannes seine Premiere und kam im November 2019 in die französischen Kinos. Im November 2019 wurde er auch vom Branchenblatt Variety in die 10 Directors to Watch aufgenommen. Seine Action-Komödie OSS 117 – Liebesgrüße aus Afrika feierte im Juli 2021 bei den Filmfestspielen von Cannes ihre Premiere. Sein Film Mascarade feierte im Mai 2022 bei den Filmfestspielen in Cannes seine Premiere.
Aus einer früheren Ehe hat er zwei Töchter mit Joëlle Bercot, einer ehemaligen Tänzerin.

## Filmografie (Auswahl)
- 2011: Das verflixte 3. Jahr (L'amour dure trois ans, als Darsteller)
- 2012: Männer und die Frauen (Les infidèles, Drehbuch)
- 2017: Die Poesie der Liebe (Mr & Mme Adelman)
- 2019: Die schönste Zeit unseres Lebens (La belle époque)
- 2021: OSS 117 – Liebesgrüße aus Afrika (OSS 117: Alerte rouge en Afrique noire)
- 2022: Mascarade

## Auszeichnungen (Auswahl)
César
- 2018: Nominierung als Bestes Erstlingswerk (Die Poesie der Liebe)
- 2020: Auszeichnung für das Beste Drehbuch (Die schönste Zeit unseres Lebens)
- 2020: Nominierung für die Beste Regie (Die schönste Zeit unseres Lebens)
- 2020: Nominierung als Bester Film (Die schönste Zeit unseres Lebens)

Filmfest Hamburg
- 2019: Nominierung für den Art Cinema Award (Die schönste Zeit unseres Lebens)

Haifa International Film Festival
- 2019: Nominierung als Bester internationaler Film für den Carmel Award (Die schönste Zeit unseres Lebens)

Prix Lumières
- 2020: Nominierung für das Beste Drehbuch (Die schönste Zeit unseres Lebens)